# 藤原惟光
藤原 惟光（ふじわら の これみつ）とは、『源氏物語』に登場する架空の人物。本項目では惟光に繋がる一族の人物についても説明する。

## 概要
藤原惟光は、光源氏にとって自身の乳兄弟という関係にある腹心の家来の一人であり、数多くの『源氏物語』の登場人物の中で本名が明らかにされている数少ない人物の一人である。光源氏と同年齢か若干年上と見られる。光源氏と数多くの女性たちとの間のやりとりにかかわり、光源氏との密会の際に急死した夕顔を葬るなど表に出来ない面を含めて光源氏のために働いている。歌作など様々な分野でも優れた才能を示し、光源氏の多くの恋愛の成功に重要な役割を果たしている。壮年期以降には彼自身の身分が高くなり、参議にまで昇った一方自身の登場の機会は大きく減ったが、娘の藤典侍が光源氏の子夕霧の側室となって多くの子を産み、男の子供は夕霧に仕える人物として姿を見せている。惟光の物語上の位置づけについてはしばしば『狭衣物語』における主人公狭衣の乳母子で側近である道季と対比される。

### 本名の人物
『竹取物語』や『うつほ物語』といった『源氏物語』に先行する多くの物語では、主人公を始めとして少なくない登場人物が本名と思われる固有の名前が明記されていた。これに対して『源氏物語』では大部分の登場人物は単に官職名で記されていたり呼び名のようなものしか記されておらず、本名が明らかにされていない。そのような中でこの藤原惟光は、同じく光源氏の家来の一人である源良清と並んで、数多くの『源氏物語』の登場人物の中で本名が明らかにされている数少ない人物の一人である。このようにごく一部の人間のみが本名を記されていることについて、本名を記されているこれらの人物は、「低い身分ながら物語の中でしばしば活躍するためである」とする玉上琢弥の説や「信頼できる主従関係が有る人物を実名で記すという原則が存在する」とする稲賀敬二の説などが存在する。
なお、「惟光」という名前について、室町時代の公家・学者・歌人四辻善成の注釈書『河海抄』は、当時の漢文日記の例を挙げて『源氏物語』が書かれた当時としてはありふれた平凡な名前だったとしているが、「惟光」という名前には常に光源氏の忠実な家来であることを示す「光（源氏）を惟（おも）う」という意味が込められているとする見解がある。
四辻善成は『河海抄』の序文において自身のことを「はるかに惟光・良清が風をしたふ賤しき翁なり」と記し、また「従五位下物語博士源惟良」という名前で署名しているが、この「惟良」という名前は惟光と良清を合わせたものであると考えられている。

## 登場する巻
藤原惟光は直接には以下の巻で登場し、本文中ではそれぞれ以下のように表記されている。
- 第04帖 夕顔 惟光、惟光の朝臣、大夫
- 第05帖 若紫 惟光、惟光の朝臣、大夫
- 第07帖 紅葉賀 惟光
- 第08帖 花宴 惟光
- 第09帖 葵 惟光
- 第11帖 花散里 惟光
- 第12帖 須磨 民部大輔、大輔
- 第13帖 明石 惟光
- 第14帖 澪標 惟光
- 第15帖 蓬生 惟光
- 第18帖 松風 惟光の朝臣
- 第21帖 少女 惟光の朝臣、摂津守、左京大夫、朝臣、父主
- 第32帖 梅枝 惟光の宰相

その他第39帖 夕霧などいくつかの巻で同人の子孫についての記述が見られる。

## 家系
惟光の姓については、直接本人の姓を記す記述は本文中には存在しないが、娘が「藤典侍（とうのないしのすけ）」と、藤原氏出身であることを意味する呼ばれかたをしていることから惟光自身も藤原氏であると考えられる。
母は「大弐乳母」と呼ばれている光源氏の乳母の一人である。光源氏の乳母としては他に左右衛門の乳母と呼ばれている人物がいる。「大弐乳母」の名は父親か夫が大宰大弐であったことに由来すると思われるがいずれによるのか不明である。夕顔巻と末摘花巻にのみ登場する。病になって尼になり五条の家に住んでいたが、源氏が見舞いに寄った際に隣の家に住んでいた夕顔を見つけるきっかけになる。
兄の阿闍梨がおり、源氏と密会していた際突然死去した夕顔を惟光が密かに葬るのを手伝っている。
娘に藤典侍がいる。この娘は惟光から大切に育てられ、男兄弟すら滅多に会えないほどの可愛がりようであった。いずれ宮中に上げて典侍にするつもりであったが、源氏の命により五節の舞姫として差し出すことを命じられ、気が進まないもののしぶしぶ出仕に応じた。この際に源氏の嫡男である夕霧に見初められることになり、以後、惟光は妻と共に、自身の一族が明石の一族と同じように娘が貴人の子を産むことによって栄達することを期待して、娘と夕霧の仲を取り持つことに積極的になっていった。やがてこの娘は宮中にあがって典侍となり「藤典侍」と呼ばれるようになったあとで、両親の期待通りに夕霧の側室となり、彼との間に数人の子を成した。この子供の数・順序と性別については正妻である雲居の雁の子についての記述も含めて夕霧巻巻末にまとまった記述があるが、写本によって複雑な違いがあり、どの形が原形であるのか多くの議論が存在している。
有力なものは青表紙本のうち池田本、横山本、伏見天皇本および大島本に見られる阿部秋生などが原形であろうとする
- 雲井雁の子　太郎、三郎、五郎、六郎、中君、四君、五君
- 藤典侍の子　次郎、四郎、大君、三君、六君

及び青表紙本のうち三条西家本（宮内庁書陵部蔵本・日本大学蔵本）、肖柏本、穂久邇文庫本、明融本、幽斎本、後柏原院本。これらに近い青表紙本系統の本文を持つとされる『首書源氏物語』や『湖月抄』といった版本。河内本（尾州家本、高松宮家本、七毫源氏、平瀬本、大島本、鳳来寺本、加持井宮家旧蔵本、伝藤原為家筆本。河内本源氏物語校異集成によれば河内本の中ではこの部分には異文は存在しない。）、別本のうち陽明文庫本、御物本、保坂本などに見られ、藤村潔などが原形であろうとする
- 雲井雁の子　太郎、三郎、四郎、六郎、大君、中君、四君、五君
- 藤典侍の子　次郎、五郎、三君、六君

があり、この他に、
- 別本（麦生本、阿里莫本）この系統の本文のみ夕霧の子供を「全部で十一人である」としている。
  - 雲井雁の子　太郎、三郎、四郎、六郎、大君、中君、四君、五君
  - 藤典侍の子　五郎、三君、六君
- 別本（国冬本）（四郎が二個所に出てくるが、これは藤典侍の子の「次郎」を「四郎」と書き誤ったのだろうと考えられている。）
  - 雲井雁の子　太郎、三郎、四郎、六郎、大君、中君、四君、五君
  - 藤典侍の子　四郎、五郎、三君、六君
- 別本（大沢本）[20]。この系統の本文には夕霧の子供を全部で○○人であるとする記述が存在しない。
  - 雲井雁の子　太郎、三郎、四郎、六郎、中君、四君
  - 藤典侍の子　次郎、五郎、大君、三君、六君

といったさまざまな形が存在しており、現在でもどれが本来の姿かという点については決着はついていない。
なお、藤典侍が産んだ子供たちのうち夕霧にとって末娘になる「六の君」は落葉の宮に育てられて多くの公達から結婚を求められる評判の姫になり、明石の中宮の求めに応じてその子匂宮に嫁いだため、明石入道－明石の方－明石の姫君－今上帝となって皇族に繋がった明石の一族と同じように、惟光－藤典侍－六の君－匂宮となって皇族に繋がったため、「明石の一族と同じようになりたい」というかつて惟光が望んだ願いは実現したことになる。
惟光の男子（兵衛尉）は少女巻や梅枝巻において光源氏の子である夕霧に仕えており、夕霧と宮中に居た時期の藤典侍の手紙の仲介をするなどしている。

## 各巻での活動
光源氏が乳母（惟光の母）が病であることを知って見舞った際、約束無しでの突然の訪問であったため門が開かず門の前でしばらく待っているうちに隣家の様子が気になったという形で、光源氏と夕顔が結ばれる切っ掛けを作ることになった。その後も夕顔の素性を調べ、夕顔の屋敷の使用人と親しくなり、光源氏から夕顔への文を届けるなど、光源氏のために働いている。光源氏が夕顔を訪れる際には常に同行しており、夕顔が急死した際には兄の阿闍梨の協力を得て夕顔の亡骸を処理している。（第04帖 夕顔）
光源氏が若紫（＝紫上）を見いだした際にもその保護者である北山の尼君とやりとりした手紙を持参している。尼君が死去して紫上が父である式部卿宮に引き取られそうになったことを主である源氏に知らせ、先回りして源氏が自邸に引き取る切っ掛けを作る。（第05帖 若紫）
何者とも分からないまま宴の場で光源氏が出会った朧月夜について、源氏に命じられて源良清とともにその素性を探っている。（第08帖 花宴）
光源氏のもとに引き取られた紫上の身の回りの世話をし、源氏と紫上が賀茂の祭りの見物をした際にもその準備を整えている。源氏と紫上の新婚三日目の儀が行われた際の用意も行っている。（第09帖 葵）
光源氏と花散里との関係についても花散里の様子を探り、花散里を訪れる光源氏に同行している。（第11帖 花散里）
光源氏が失脚し周囲のほとんどの人物が光源氏のもとを離れた際にも光源氏のもとを離れること無く光源氏の須磨退去にも帯同している。（第12帖 須磨）
須磨や明石でも光源氏に従って活動しており、須磨では源氏と和歌を唱和している。また光源氏の明石の方への訪問にも同行している。（第13帖 明石）
源氏の住吉参詣に帯同し、明石の方が源氏の様子をひっそりと見守っているのを見つけそのことを源氏に報告する。（第14帖 澪標）
帰京した源氏が末摘花の屋敷のそばを通った際に源氏に末摘花のことを語り、源氏に忘れていた末摘花のことを思い出させる。（第15帖 蓬生）
明石の方が上京することになった際、もともと明石の縁者の屋敷であったため明石の方が住むことになる大堰の山荘を源氏の命で整える。（第18帖 松風）
摂津守兼修理大夫になっており、五節の舞姫として自分の娘（のちの藤典侍）を献ずる。（第21帖 少女）
参議になっており、息子は源氏の家人となっている。（第32帖 梅枝）
娘藤典侍が夕霧の妻となる。（第33帖 藤裏葉）
本人の動向は不明ながら娘の藤典侍が夕霧との間に多くの子をもうけていることが記されている。（第39帖 夕霧）